# Новикова, Вера Семёновна
Ве́ра Семёновна Но́викова (род. 6 октября 1958, Москва, РСФСР, СССР) — советская и российская актриса театра и кино.

## Биография
В 1979 году, окончив Театральное училище имени Щукина (курс Е. Р. Симонова и В. К. Львовой), была принята в труппу Театра имени Евгения Вахтангова.
Лауреат приза за лучшую женскую роль на Международном фестивале «Лики любви» (1998, за фильм «Раздетые»).
Первый муж — режиссёр на телевидении;
- Дочь Анастасия (род. 1980)[2][3];
  - Внучка Юлия (род. 2008)[3].

Второй муж — Сергей Жигунов, актёр (в разводе);
- Дочь Мария (род. 1990), окончила философский факультет МГУ и режиссёрский факультет ВГИК.

## Творчество
В 1980-е годы она сыграла в таких постановках, как «Принцесса Турандот» (Зелима, рабыня Турандот), «Мистерия-Буфф» (Жена негуса), «Правда памяти» (Ольга Соляник), «Дамы и гусары» (Софья), «Раненые» (Аня, дочь
лесника), «Маленькие трагедии» (Лаура), «Русь! Браво!» (Дуня) и других.
В 1984 году Вера Новикова снялась в фантастической комедии «Шанс», поставленной режиссёром Александром Майоровым по повести Кира Булычёва «Марсианское зелье». Её героиней стала практикантка, студентка 3-го курса педагогического института Шурочка, роль Александра Грубина исполнил Сергей Жигунов.
В середине 1990-х годов Вера Новикова снялась в историко-приключенческом сериале «Королева Марго» в роли Жийоны (в нём также принял участие Сергей Жигунов в роли Коконнаса). В конце 1990-х годов режиссёр Кирилл Серебренников пригласил Веру Новикову на главную роль в фильм «Раздетые» (по пьесе Жоана Казаса).
В Театре имени Вахтангова актриса сыграла Фелисату Михайловну в постановке Владимира Иванова «Дядюшкин сон».
В 2005 году открыла в Абрамцево театральный клуб.
В 2007 году Театр имени Евгения Вахтангова возглавил в качестве художественного руководителя Римас Туминас. С его приходом театр занял одну из ведущих позиций среди театров не только Москвы, но и России.
В 2008 году состоялась премьера спектакля «Берег женщин», уникальной постановки, музыкальной составляющей которой стали песни Марлен Дитрих. Вера Новикова исполнила в нём роль Peter.
В 2010 году снялась в 8-серийной мелодраме «Всегда говори „всегда“-6» в роли Лидии.

### Роли в театре

#### Театр имени Евгения Вахтангова
- «Берег женщин»
- «За двумя зайцами…» — Мещанка
- «Дядюшкин сон» — Фелисата Михайловна
- «Принцесса Турандот» — Зелима, рабыня Турандот
- «Мистерия-Буфф» — Жена негуса
- «Правда памяти» — Ольга Соляник
- «Дамы и гусары» — Софья
- «Раненые» — Аня, дочь лесника
- «Маленькие трагедии» — Лаура
- «Русь! Браво!» — Дуня
- «Зойкина квартира» — 1-я безответственная дама
- «Опера нищих» — Люси
- «Земля обетованная» — Дороти Викхем
- «Правдивейшая легенда одного квартала» — Миссис Моралес

### Роли в кино
- 1977 — Есть идея! — пионервожатая
- 1978 — Вас ожидает гражданка Никанорова — Тамара
- 1978 — Близкая даль — Женька Колыхалова
- 1978 — Поездка через город
- 1979 — Несколько дней из жизни И. И. Обломова
- 1980 — Копилка
- 1980 — Каникулы Кроша — Зоя
- 1981 — Кольцо из Амстердама — Нина
- 1982 — Мистерия Буфф
- 1982 — Ослиная шкура — Принцесса Тереза
- 1984 — Шанс — Шурочка
- 1984 — Челюскинцы
- 1996 — Королева Марго — Жийона
- 1998 — Раздетые
- 2000 — Дядюшкин сон
- 2000 — Новый год в ноябре
- 2000 — Вовочка — Мать
- 2002 — Убитые молнией
- 2003 — Пан или пропал — Герда Густавсон
- 2003 — Убить вечер
- 2010 — Всегда говори всегда — мать адвоката Антона
- 2022 — Нина — Амалия Фёдоровна
- 2023 — На солнце, вдоль рядов кукурузы — врач

## Награды
- Медаль ордена «За заслуги перед Отечеством» II степени (10 сентября 2021 года) — за большой вклад в развитие отечественной культуры и искусства, многолетнюю плодотворную деятельность[4].